# Jenny Ohlsson
Jenny Ohlsson, född 1975 och bosatt i Stockholm. Från hösten 2021 var Ohlsson  statssekreterare hos biståndsminister Matilda Ernkrans vid Utrikesdepartementet. Från oktober 2023 är hon Sveriges ambassadör i Eritrea, med stationering i Stockholm.
Ohlsson är utbildad vid  UWC Pearson College, Vancouver Island, British Columbia, Kanada 1992-1994 och vid Uppsala Universitet för en politices magisterexamen 1998-2007. 1992-1997 var hon politiskt sakkunnig till statsminister Göran Persson och under perioden 2002-2003 genomgick hon diplomatprogrammet vid Utrikesdepartementet.
Hon har  tjänstgjort bl.a. vid Utrikesdepartementets  Afrikaenhet, vid ambassaden i Pretoria, vid dåvarande sektionskontoret i Kigali och som politiskt sakkunnig i Utrikesdepartementet och i Statsrådsberedningen.
År 2016 blev Ohlsson utsedd till Sveriges första ambassadör i Rwanda, för att 2019 bli ambassadör för Agenda 2030 vid Utrikesdepartementet. 
2020-2021 var hon ambassadör för migration och flyktingfrågor vid Utrikesdepartementet.